# Ion Andoni Goikoetxea
Ion Andoni Goikoetxea (Pamplona, 1965. október 21. –) spanyol válogatott labdarúgó.
A spanyol válogatott tagjaként részt vett az 1994-es világbajnokságon.

## Statisztika
| Spanyol válogatott | Spanyol válogatott | Spanyol válogatott |
| Időszak            | Mérk.              | gól                |
| ------------------ | ------------------ | ------------------ |
| 1990               | 4                  | 0                  |
| 1991               | 5                  | 0                  |
| 1992               | 5                  | 0                  |
| 1993               | 5                  | 0                  |
| 1994               | 11                 | 3                  |
| 1995               | 5                  | 1                  |
| 1996               | 1                  | 0                  |
| Összesen           | 36                 | 4                  |